# Рейнхарт, Кармен
Кармен М. Рейнхарт (англ. Carmen M. Reinhart, урождённая Кастельянос (Castellanos), род. 7 октября 1955, Гавана) — американский экономист. Шеф-экономист Всемирного банка (2020—2022). Один из самых цитируемых экономистов и самая цитируемая женщина-экономист в мире, является одним из ведущих специалистов по экономическим кризисам. Именной профессор международной финансовой системы Гарвардской школы имени Кеннеди, до этого именной старший научный сотрудник Института мировой экономики Петерсона и профессор Мэрилендского университета. Она также работала в МВФ и в 1985—1986 годах вице-президентом банка Bear Stearns (Нью-Йорк).

## Биография
Родилась на Кубе, в Гаване. В 1966 году эмигрировала с родителями в США. Гражданка США.
Окончила Флоридский международный университет в Майами (бакалавр искусств, 1978), степени магистра искусств и философии получила в Колумбийском университете в Нью-Йорке соответственно в 1980 и 1981 годах. В последнем также в 1988 году получила докторскую степень (Ph.D.) по экономике, её научным руководителем был Нобелевский лауреат Р. Манделл.
В 1982—1984 годах экономист, в 1985—1986 годах главный экономист и вице-президент инвестиционного банка Bear Stearns (Нью-Йорк). С 1988 года экономист, в 1995—1996 годах старший экономист МВФ, где затем также в 2001—2003 годах работала в исследовательском департаменте. С 1996 года является профессором Мэрилендского университета, где с 2009 года состоит профессором экономики департамента экономики и одновременно директором университетского Центра международной экономики. Также научный сотрудник американского Национального бюро экономических исследований (NBER) и в Центре экономических и политических исследований (CEPR). С 2010 года именной старший научный сотрудник Института мировой экономики Петерсона. Ныне именной профессор международной финансовой системы Гарвардской школы имени Кеннеди.
Лауреат премии Бернарда Хармса (2018).
Супруг Винсент Рейнхарт, сын.

## Основные произведения
Автор работ по макроэкономике, международным финансам и торговле. Вместе с Кеннетом Рогоффом соавтор книги «На этот раз все будет иначе. Восемь столетий финансового безрассудства» (This Time Is Different: Eight Centuries of Financial Folly; Princeton University Press, 2009), переведенной на более чем 10 языков, получившего признание исследования о происхождении экономических кризисов.
- Кармен М. Рейнхарт, Кеннет С. Рогофф На этот раз все будет иначе. Восемь столетий финансового безрассудства. — Карьера Пресс, 2011.
- Kaminsky G.[англ.], Reinhart C. (1999). The Twin Crises: The Causes of Banking and Balance-of-Payments Problems. // American Economic Review, 473—500.
- Calvo G., Leiderman L., Reinhart C. Capital inflows and real exchange rate appreciation in Latin America: the role of external factors // IMF Staff Papers, 1998. — № 1. — Pp. 108—151.